# Giacomo Giustiniani
Giacomo Giustiniani (Roma, 1769-1843) fue un eclesiástico católico italiano, que ocupó la Nunciatura apostólica de España entre 1817 y 1826, durante el reinado de Fernando VII. El año que dejó el cargo fue creado cardenal por el papa León XII.

## Biografía
En 1817 fue nombrado nuncio apostólico ante la corte de Fernando VII en sustitución de Pietro Gravina.
Cuando el 9 de marzo de 1820 Fernando VII promulgó el decreto de supresión de la Inquisición española y del Consejo de la Suprema que la gobernaba -como resultado del triunfo del pronunciamiento de Riego que le obligó a restablecer la Constitución de 1812-, Giustiniani no mostró su oposición al mismo, como sí lo había hecho su antecesor en la nunciatura Pietro Gravina cuando en 1813 las Cortes de Cádiz suprimieron el Santo Oficio, restaurado por el rey Fernando VII tras su vuelta a España al año siguiente. La diferente actitud mostrada por Roma en una fecha y en otra se explica, según Emilio La Parra y María Ángeles Casado, porque en 1820, al contrario de lo sucedido en 1813, la abolición de la Inquisición fue bien acogida. "Según todos los indicios, se podría decir que a estas alturas los españoles, salvo una minoría, ya estaban hartos del Santo Tribunal". Lo que percibió el nuncio.
Durante todo el Trienio Liberal participó "en cuantas intrigas organizaron los medios eclesiásticos contra la Constitución" y no se mantuvo en absoluto al margen de la política española. El 17 de junio de 1820 escribió al secretario de Estado Ercole Consalvi para decirle que pondría todo su empeño en despertar a los obispos "de su letargo" para que hicieran frente a los "impíos" (en referencia a los liberales) y la jerarquía eclesiástica española pasó inmediatamente a la acción atacando la libertad de imprenta, recién proclamada al amparo de la Constitución de 1812.
En la campaña contra la libertad de imprenta buscó el apoyo del arzobispo de Toledo, el cardenal Luis María de Borbón y Vallabriga, quien además de ser el Primado de España, lo que le confería una gran autoridad sobre el resto del episcopado, era el presidente de la Junta Provisional creada tras el pronunciamiento de Riego como órgano asesor del Gobierno. Así consiguió que el 24 de abril de 1824 se formaran dos Juntas Diocesanas de Censura, una en Madrid y otra Toledo —y que luego se extendieron por toda España—, integradas por "varones piadosos e ilustrados" "para calificación de libros y papeles que se hayan de imprimir concernientes a nuestra Sagrada Religión, a las buenas costumbres y disciplina eclesiástica, como también para la clasificación y juicio de todo escrito contrario al dogma y doctrina cristiana". Se trataba, pues, de una especie de tribunales de la Inquisición redivivos que dejaban sin efecto la ley de libertad de imprenta, aprobada por las Cortes de Cádiz en 1810 y restablecida en 1820, con la única diferencia que las sentencias debía aprobarlas y aplicarlas un juez civil, único autorizado a prohibir la circulación de libros e impresos. Pero las Cortes intervinieron y restringieron considerablemente las atribuciones de las "Juntas Diocesanas de Censura", restableciendo la vigencia de la ley de libertad de imprenta. Sin embargo, durante todo el Trienio persistió el conflicto entre los obispos y las autoridades civiles en relación con la censura de publicaciones.
Tras la segunda restauración absolutista en España Giustiniani planteó la creación de un organismo –denominado Junta Superior de Fe y basado en la red de Juntas de Fe– que sustituiría a la extinguida Inquisición, aunque ''sin usar de nombres que susciten prejuicios ni aterrorizar", destinado a "preservar intacto el depósito de la Fe Católica y a inquirir contra todos los que atenten contra ella". Aunque la Junta Superior de Fe no llegó a crearse, los obispos españoles continuaron ejerciendo la censura de escritos y emitiendo sentencias por causas de fe.
Cuando dejó la nunciatura de España en 1826 fue transferido a la diócesis de Imola y nombrado cardenal por León XII. Participó en el cónclave de 1829 que eligió como nuevo papa a Pío VIII. Durante la celebración del mismo el cardenal español Juan Francisco Marco y Catalán vetó su candidatura a ser elegido papa en nombre del rey Fernando VII.
Murió en Roma el 24 de febrero de 1843, a la edad de 73 años. Su cuerpo fue expuesto en la Basílica de Santa María sobre Minerva, donde también se realizó el funeral con la participación del Papa Gregorio XVI; fue enterrado en la tumba familiar en la misma Basílica.